# Pelourinho de Pedrogão Grande
O Pelourinho de Pedrogão Grande, pertence ao concelho de Pedrogão Grande e ao distrito de Leiria, em Portugal.  Situa-se no largo do terreiro, mesmo ao lado da igreja. 
É considerado um Imóvel de Interesse Público desde 1933.

## História
D. Afonso Henriques fez o repovoamento desta região, tendo doado a localidade de Pedrogão Grande ao seu filho D. Pedro Afonso, o qual concedeu o primeiro foral a esta povoação em 1206.
Em 1513, foi concedido um novo foral por D. Manuel I, quando se supõe ter sido construído o pelourinho.

## Características
O pelourinho ergue-se sobre quatro degraus quadrangulares e a coluna é oitava de faces lisas, tendo uma estrutura em cantaria de granito.
O arquiteto e construtor são desconhecidos.